# Phanerotoma kozlovi
Phanerotoma kozlovi är en stekelart som beskrevs av Shestakov 1930. Phanerotoma kozlovi ingår i släktet Phanerotoma och familjen bracksteklar. Inga underarter finns listade i Catalogue of Life.